# 1984年サラエボオリンピックの中国選手団
1984年サラエボオリンピックの中国選手団（1984ねんサラエボオリンピックのちゅうごくせんしゅだん）は、1984年2月8日から2月19日まで旧ユーゴスラビア（現ボスニア・ヘルツェゴビナ）のサラエヴォで開催された1984年サラエボオリンピックの中国選手団、およびその競技結果。

## スケート

### フィギュアスケート
- 許兆暁
  - 男子シングル：18位
- 欒波・姚濱
  - ペア：15位
- 奚鴻雁・趙小雷
  - アイスダンス：19位